# Gerardus Vossius Borghlonius

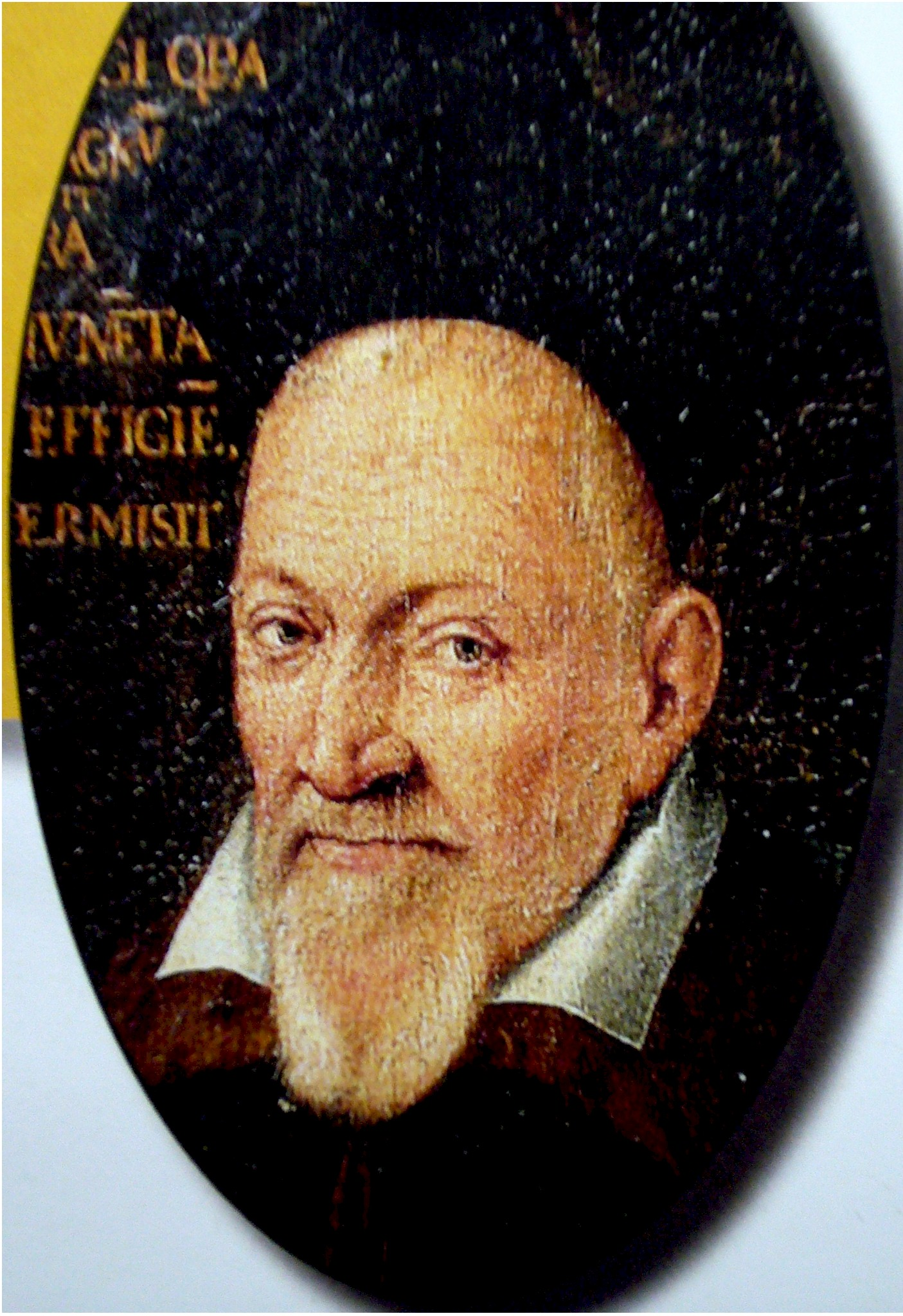
Geradus Vossius Borghlonius

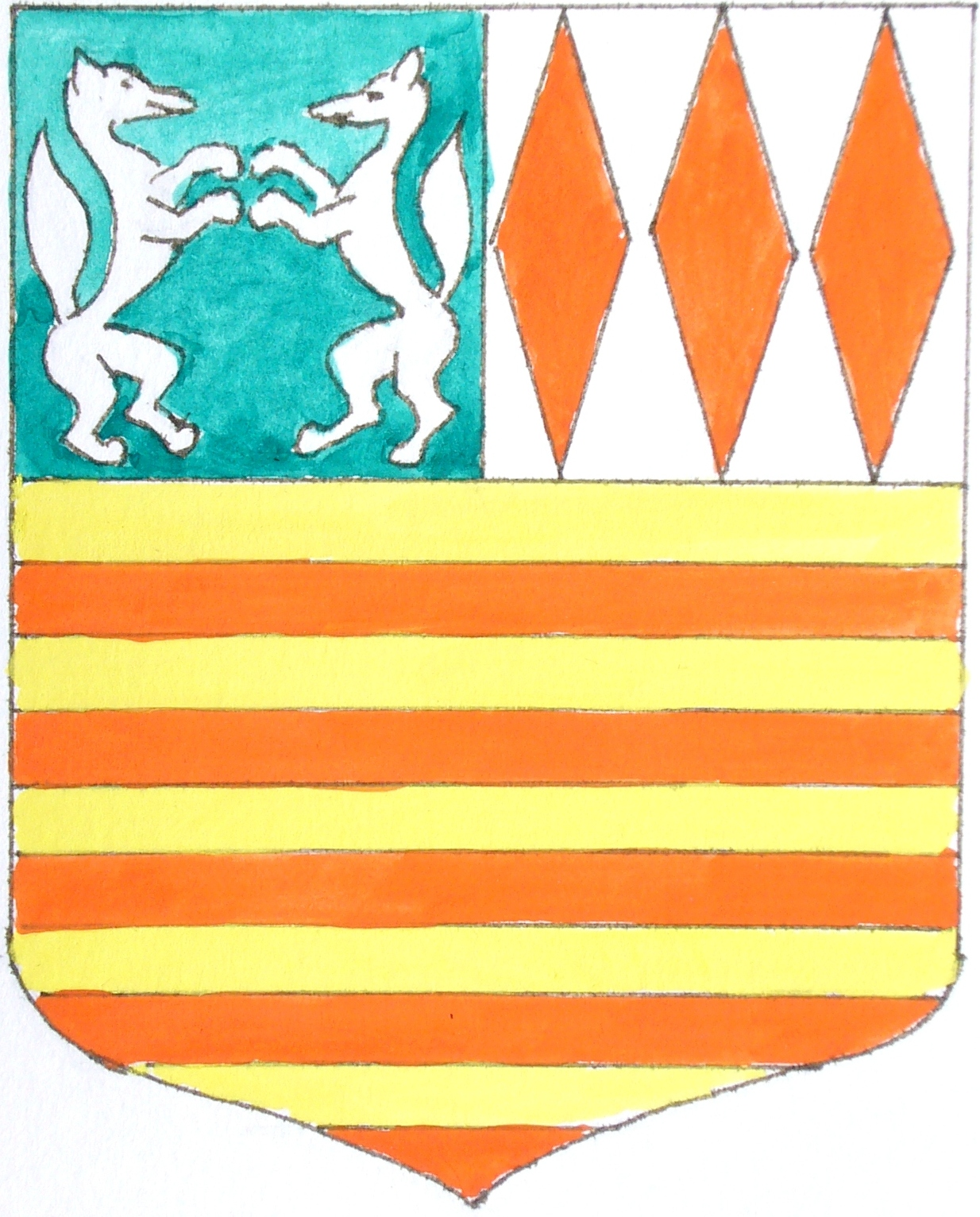
Wapenschild van Gerardus Vossius

Gerardus Vossius, Borchlonius (Borgloon, ca. 1547 - Luik, 1609) was een zestiende-eeuwse Luikse priester/geleerde, stammend uit het aloude geslacht der Vuskens, uit het land van Loon, destijds deel van het prinsbisdom Luik, huidig Belgisch Limburg. Hij is niet te verwarren met de gelijknamige Gerardus Vossius uit Leiden, Nederland, die mogelijk toch een verre verwant was.

## Biografie
Gerardus werd - vermoedelijk in 1547 - geboren te Borgloon als Geeraard Vuskens, uit het huwelijk van Vuskens Willem met Joanna Boes in tweede huwelijk. De familienaam ‘Vuskens’, soms ook ‘Voskens’, betekent zoon van Vuske, of Voske, en is mogelijk het diminutief van Servaas. Geeraard studeerde aan de universiteit van Leuven vanaf 1564 en werd priester en magister artium. Hij gaf les in Luik als docent in de retorica. In 1572 verliet hij het toenmalige prinsbisdom Luik om in Rome carrière te maken. Zoals vele geleerden uit die tijd verlatijnste hij zijn naam in Gerardus Vossius, waaraan hij steevast zijn afkomst Borghlonius, dit is afkomstig uit Borgloon, toevoegde.
Hij ontwierp eveneens een persoonlijk wapenschild, waarin behalve het wapen van zijn vader (twee naar elkaar toegewende staande vossen in sinopel), ook dat van zijn moeder (wapen Hamal – drie spitsruiten van keel in zilver), en dat van het voormalige graafschap Loon was toegevoegd.
Zijn brede eruditie van latinist, hellenist, wijsgeer en theoloog bracht hem tijdens zijn verblijf te Rome in contact met de hogere katholieke kerkelijk overheid, onder andere paus Gregorius XIII, Sixtus V, en volgenden, die hem beschermden. Op die manier kon hij tal van publicaties op zijn naam zetten. Als apostolisch protonotaris was hij ook een gehaaide kerkelijke diplomaat, zodat hij doorging als ‘vulpes Vossius’ – Vossius de vos. Thuis kon hij belangrijke kerkelijke subsidies en beneficies verwerven, die van hem een rijk man maakten. Zo was hij proost van het Onze-Lieve-Vrouwe-kapittel te Tongeren (1599). Bij zijn dood in 1609 te Luik maakte hij zijn broer Herman Vuskens, die burgemeester te Hasselt was in 1595, tot universeel erfgenaam. Deze Herman I Vuskens lag aan de grondslag van de Hasseltse familietak. Een andere broer Simon Vuskens lag aan de oorsprong van de Sint-Truidense familietak, waarvan de afstammelingen nu nog steeds de verlatijnste naam Vossius dragen. Nog een andere broer Gysbrecht werd burgemeester te Borgloon, een broer Willem werd schepen te Alken, en nog een broer Joannes werd priester.